# Rosopaella pallens
Rosopaella pallens är en insektsart som beskrevs av Webb 1983. Rosopaella pallens ingår i släktet Rosopaella och familjen dvärgstritar. Inga underarter finns listade i Catalogue of Life.